# Sacharnyj Zawod
Sacharnyj Zawod (ros. Сахарный Завод) – osiedle w Rosji, w Buriacji, w rejonie biczurskim. W 2010 liczyło 854 mieszkańców.